# Jung, brutal, gutaussehend
Jung, brutal, gutaussehend ist ein Kollaboalbum der deutschen Rapper Kollegah und Farid Bang. Es wurde am 19. Juni 2009 über das Düsseldorfer Label Selfmade Records veröffentlicht. Die Produktion des Albums wurde zu einem Großteil von den Hip-Hop-Musikern Woroc und Rizbo übernommen. In den deutschen Charts erreichte die Veröffentlichung die Position 30. Drei Jahre nach der Veröffentlichung wurde Jung, brutal, gutaussehend in Deutschland indiziert. Im Jahr 2013 erschien unter dem Titel Jung, brutal, gutaussehend 2 ein Nachfolgealbum und im Jahr 2017 der letzte Teil der Trilogie Jung, brutal, gutaussehend 3.

## Entstehung

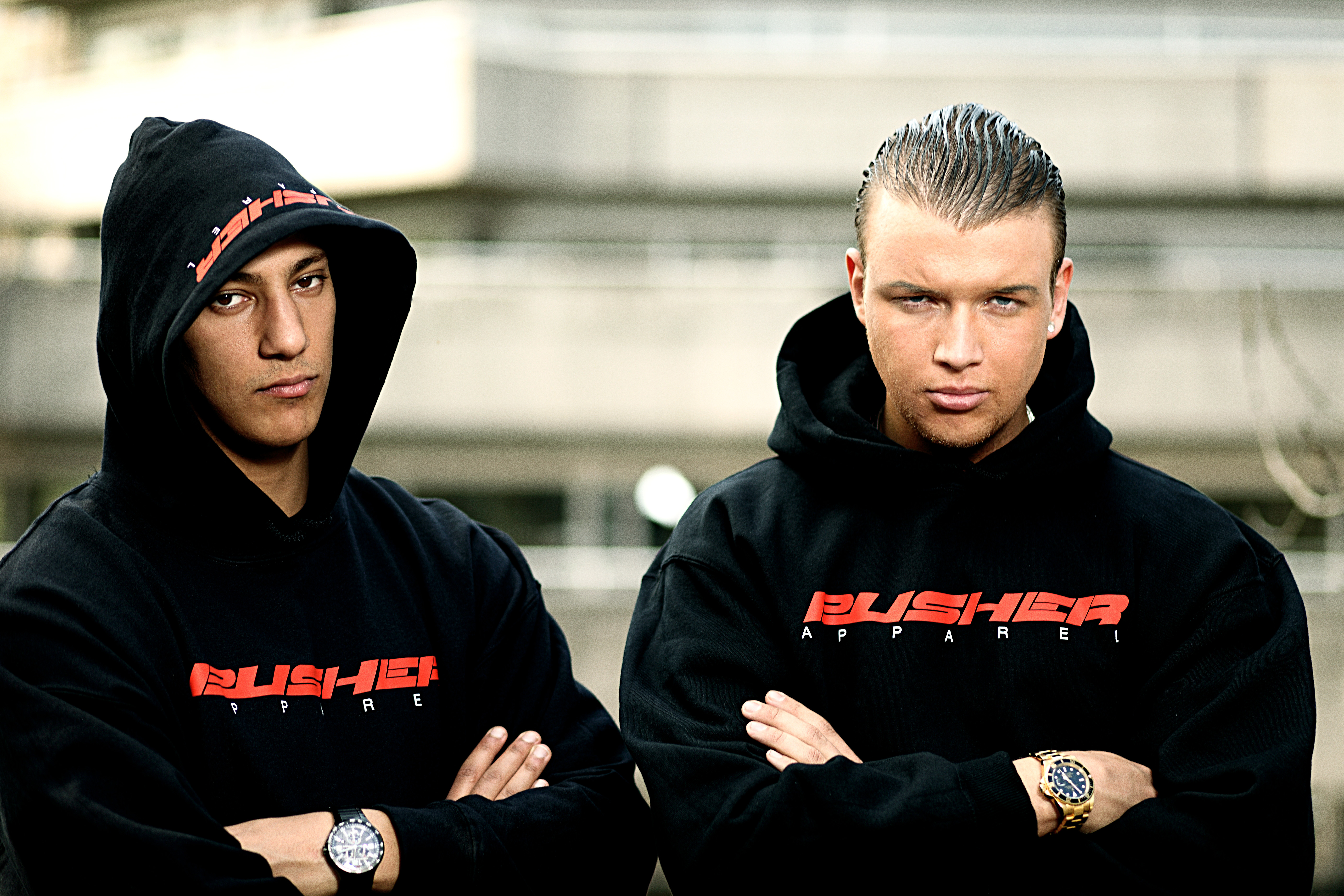
Farid Bang und Kollegah

Sowohl Bang als auch Kollegah teilten unabhängig voneinander mit, im Jahr 2009 keine Soloalben zu veröffentlichen. In einigen Internet-Foren wurde spekuliert, beide Rapper planten ein gemeinsames Album. Daraufhin sprach Farid Bang Kollegah auf das Thema an, woraufhin sich die Rapper dazu entschieden, das Album aufzunehmen. In der Öffentlichkeit traten beide Rapper gemeinsam erstmals durch den Titel Westdeutschlands Kings auf, der auf dem Sampler Chronik 2 erschienen ist. Die Arbeit an Jung, brutal, gutaussehend dauerte schließlich drei Monate.
Bei den Aufnahmen zum Album wurde nur eine Gastsängerin für die Zusammenarbeit an einem Titel hinzugezogen. Billy13, die durch ihre Freundschaft mit Farid Bang in das Projekt involviert wurde, singt die Hookline des Stücks Butterfly. Die Sängerin ist durch ihre Zusammenarbeit mit Bushido bekannt.
Jung, brutal, gutaussehend erschien in einer Standard und einer „Steelbox Edition“. Die Steelbox Edition wurde auf 1500 Exemplare limitiert und konnte ausschließlich über das Versandhaus Amazon bezogen werden. In der Metallbox ist das Album, ein T-Shirt, eine von Kollegah und Farid Bang signierte Autogrammkarte, ein Poster sowie der zusätzliche Titel Miami Vice als Bonus-CD enthalten.

## Titelliste
| #  | Titel                      | Anmerkung | Produzent    | Länge |
| -- | -------------------------- | --- | ------------ | ----- |
| 1  | Intro                      | enthält ein nachgespieltes Sample aus dem Love Theme aus Der Pate                                                                       | Vizir        | 2:23  |
| 2  | Ghettosuperstars           | enthält ein Sample aus dem Musikstück Watchful Eye von Brian Bennett                                                                    | Rizbo        | 4:17  |
| 3  | Banger und Boss            | | Woroc        | 3:41  |
| 4  | Flaschen auf den Türsteher | | Joshimixu    | 3:49  |
| 5  | Sonnenbank Pimps           | | CeeJay Beats | 3:16  |
| 6  | Alphamassaka               | | Rizbo        | 3:54  |
| 7  | Gangbanger                 | enthält ein Sample aus dem Lied Eternity von Stratovarius                                                                               | Rooq         | 2:58  |
| 8  | Schwarzgeld                | | Woroc        | 4:01  |
| 9  | Mitternacht                | enthält ein Sample aus dem Allegro Moderato aus den Schwanentänzen des 2. Akts („Tanz der vier kleinen Schwäne“) von Pjotr Tschaikowski | Woroc        | 3:41  |
| 10 | Die Härtesten im Land      | | Woroc        | 3:22  |
| 11 | Wir ficken ein paar Bonzen | enthält ein Sample aus dem Song Kitty With the Bent Frame von Quincy Jones                                                              | Rizbo        | 3:54  |
| 12 | Die Straße kuckt zu        | enthält ein Sample aus dem Song Westside Story von The Game & 50 Cent                                                                   | Illthinker   | 3:50  |
| 13 | Butterfly                  | Gastmusikerin: Billy 13; enthält ein Sample aus dem Song Assignation von Roger Webb                                                     | Rizbo        | 3:33  |
| 14 | Crime Time                 | | Bjet         | 4:08  |
| 15 | Jung, brutal, gutaussehend | enthält ein Sample aus dem Lied Poljuschko Pole des Alexandrow-Ensembles                                                                | Rizbo        | 4:21  |
| 16 | Miami Vice                 | ist nur auf der Limited Steelbox Edition enthalten; enthält ein Sample aus dem Song Frederick von Patti Smith                           | Bjet         | 3:51  |

## Produktion
Für die Produktion dieses Tonträgers wurden mehrere Hip-Hop Produzenten verpflichtet. Für die meisten Beats ist der bei Selfmade Records unter Vertrag stehende Produzent Rizbo verantwortlich. Er produzierte die Titel Ghettosuperstars, Alphamassaka, Wir ficken ein paar Bonzen, Butterfly und Jung, brutal, gutaussehend. Der Produzent Woroc, der bisher vor allem für Berliner Rapper wie MC Basstard, MOK oder Massiv Beats beigesteuert hatte, war für die musikalische Untermalung der Stücke Banger und Boss, Schwarzgeld, Mitternacht und Die härtesten im Land verantwortlich. Der Beat des Intros stammt von Vizir, der bereits für diverse Alben von Kollegah sowie dem Labelsampler Chronik 2 Titel produziert hatte. Der Beat des Lieds Flaschen auf den Türsteher ist Joshimixu zuzuordnen. Cee Jay Beats, der den Großteil des Debütalbums von Farid Bang, Asphalt Massaka, produzierte, ist für den Beat des Stücks Sonnenbank Pimps verantwortlich. Des Weiteren produzierte Rooq den Titel Gangbanger und Niemehr4free Beats das Lied Die Straße kuckt zu. Der Produzent Bjet, der den Sampler Chronik 2 abgemischt hatte, produzierte die Titel Crime Time und Miami Vice. Letzterer war nur auf der exklusiven Steelbox Edition erhältlich.

## Illustration
Die Fotos des Booklets wurden von Laion geschossen. Sowohl die anschließende Fotobearbeitung als auch die Gestaltung des Artworks erfolgten durch Jacob „D139“ Roschinski.

## Vermarktung
Farid Bang und Kollegah veröffentlichten vor der Erscheinung des Albums zwei Titel zum kostenlosen Herunterladen. Das erste, von dem Berliner Woroc produzierte Lied Wir ficken die Szene erschien am 19. Mai, Anfang Juni folgte der Album-Titel Ghettosuperstars. Des Weiteren wurde ein Snippet, das ausschnittsweise die Titel des Albums anspielt, zur Verfügung gestellt.
Der Titel Mitternacht wurde als Video umgesetzt. Als Drehort wurde die serbische Hauptstadt Belgrad ausgewählt. Des Weiteren wolle man laut Kollegah nach den bisherigen Videos „mal eine andere Kulisse“ nutzen und sich von Clips anderer Rapper abheben. Das Video wurde am 26. Mai 2009 ins Internet gestellt. Außerdem wurden drei Videos veröffentlicht, die Kollegah und Farid Bang bei verschiedenen Tätigkeiten in Belgrad zeigen. Mitternacht wurde außerdem auf der 98. CD des Hip-Hop-Magazins Juice veröffentlicht.
Die Veröffentlichung von Jung, brutal, gutaussehend wurde am 19. Juni mit einer sogenannten „Releaseparty“ im Düsseldorfer Rheingold gefeiert. Dabei traten neben Farid Bang und Kollegah auch Karizma, Moemusic, Al-Gear und Zara sowie, als „Special Guest“, Zaki auf.

## Selbstwahrnehmung

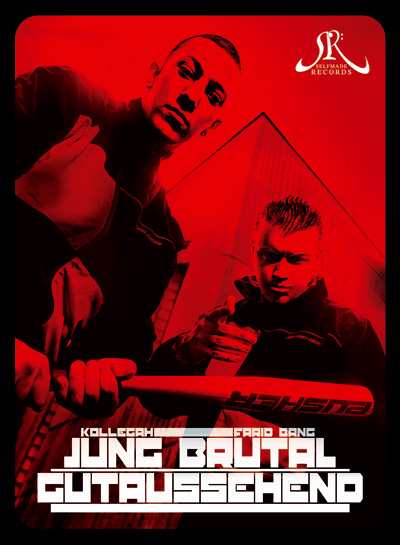
Cover der Steelbox Edition

Kollegah kündigte Jung, brutal, gutaussehend während eines Konzertes der Mittelfinger Hoch!-Tournee von Selfmade Records als „das asozialste Tape, was die Deutschrapgeschichte je gesehen hat“ an. Farid Bang titulierte den Stil der Veröffentlichung als „Gangster-Rap mit Technik“ und äußerte, dass der bisherige deutschsprachige Gangster-Rap weder technisch gut sei noch über ausgefallene Wortspiele in den Texten verfüge. In Bezug auf die Kritik, etwa durch andere Rapper, Kollegah sei nicht authentisch bei seiner Stilisierung zum „Gangster“, womit seine Musik nicht ernst genommen werden könne, erklärte Kollegah: „Die Leute denken immer: Je primitiver einer rappt, und je plumper, desto realer ist er. Und je technisch anspruchsvoller der rappt desto weniger Authentizität steckt dahinter. Aber das ist einfach Quatsch. Was wir da erzählen, ist auch nicht aus der Luft gegriffen. […] Wir wollen die Leute auch gar nicht großartig langweilen mit irgendwelchen Stories, die wir erlebt haben, sondern, vor allem auf dem Tape […] geht es […] in erster Linie um Entertainment.“

## Rezeption

### Chartplatzierungen
Jung, brutal, gutaussehend stieg in den deutschen Album-Charts auf Platz 30 ein. Damit ist das Album der dritte im Jahr 2009 über Selfmade Records veröffentlichte Tonträger, der eine Position in den deutschen Top-100-Album-Charts belegen konnte.

### Kritik
| Professionelle Bewertungen | Professionelle Bewertungen                                                        |
| -------------------------- | --------------------------------------------------------------------------------- |
| Kritiken                   |                                                                                   |
| Quelle                     | Bewertung                                                                         |
| laut.de                    | Sternsymbol · Sternsymbol · Sternsymbol · Sternsymbol · Sternsymbol               |
| Juice                      | Sternsymbol · Sternsymbol · Sternsymbol · Sternsymbol · Sternsymbol · Sternsymbol |
| Backspin                   | Sternsymbol · Sternsymbol · Sternsymbol · Sternsymbol · Sternsymbol               |

In einer Kritik von Max Brandl für die E-Zine Laut.de erhielt Jung, brutal, gutaussehend zwei von möglichen fünf Bewertungspunkten und wurde damit deutlich schlechter gewertet als Kollegahs vorherige Soloalben Alphagene und Kollegah. Im Vergleich zu diesen seien seine Beiträge auf dem Kollaboalbum „schon fast desaströs“. Die musikalische Untermalung der Titel werden, abgesehen von den Beats zu Schwarzgeld, Mitternacht und Die Härtesten Im Land, negativ bewertet. Insgesamt funktioniere die Zusammenarbeit von Farid Bang und Kollegah schlecht: „Nicht, dass sich die zwei abwechselnd die Show stehlen würden - leider nein: Beide büßen ihre jeweiligen Stärken ein.“ Des Weiteren kritisiert Brandl, Kollegahs arroganter Vortrag weiche allmählich gelangweilter Müdigkeit. Farid Bang irritiere und wirke peinlich, da er zahlreiche deutsche Rapper, darunter vor allem Samy Deluxe, namentlich angreift. Trotz aller negativen Kritikpunkte zeige Kollegah etwa in Titeln wie Banger und Boss oder Die Härtesten im Land, dass er weiterhin zu den besten Rappern Deutschlands zählt, und dass sowohl für Farid Bang als auch für Kollegah die Veröffentlichung eines Soloalbums 2010 sinnvoller sei.

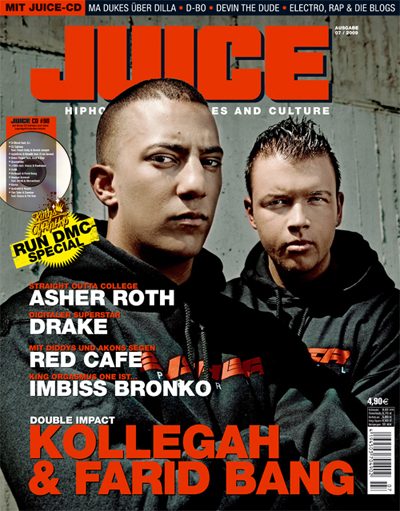
Kollegah und Farid Bang auf dem Cover der Juli-Ausgabe der Juice (2009)

Eine gute Bewertung erhielt der Tonträger durch die Redaktion des Magazins Juice. Das Album vereinbare das „Beste aus zwei Unterwelten.“ Besonders gelobt wird Kollegahs Strophe im Titel Gangbanger, die derart technisch ausgereift sei, wie es im deutschen Rap Seltenheitswert habe. Was dagegen eher negativ ausfällt, sind die Bewertungen von Farid Bangs Strophe mit Doubletime, des Gastbeitrags von Billy13 sowie der abwechslungsarmen Arrangements. Zusammenfassend sei das Album jedoch „eines der besten Alben in der ersten Deutschrap-Jahreshälfte 2009.“ Die Redaktion verbindet damit eine Wertung von viereinhalb von möglichen sechs „Kronen.“
Die Redaktion der Internetseite Rap.de merkte an, dass der geringe Abwechslungsreichtum von Jung, brutal, gutaussehend auch positiv angesehen werden kann, da man es ebenso gut als „kompromisslos“, und damit dem Zeitgeist widersprechend, bezeichnen könne. Positiv hervorgehoben werden die Titel Banger und Boss sowie Sonnenbank Pimps, da in diesem die beiden Musiker „Doubletime“ rappen. Sowohl die Titel Alphamassaka, Flaschen auf den Türsteher und Crime Time als auch der Beitrag von Billy13, deren Stimme nicht in den Kontext des Albums passe, werden von der Redaktion negativ gewertet. Farid Bang klinge, in Bezug auf seine „Flows und Vergleiche“, auf der Veröffentlichung stark nach Kollegah. Kollegah rappe zwar gelungene, unterhaltsame Strophen, könne aber das hohe Niveau seiner Vorgängeralben nicht erreichen.
Drei von möglichen fünf Bewertungspunkte wurden von dem Hip-Hop-Magazin Backspin an das Kollabo-Album vergeben. Mit der geringen thematischen Abwechslung erfüllen die beiden Rapper die Erwartungen, die man im Vorfeld an die Veröffentlichung gestellt habe. Kollegah und Farid Bang schaffen es, trotz des wenigen Inhalts „auf hohem Niveau zu unterhalten“. Dies wird von der Backspin auf die humorvollen Vergleiche zurückgeführt. Als die drei besten Stücke führt das Magazin die Titel Gangbanger, Die Härtesten im Land und Jung, brutal, gutaussehend auf. Abschließend wird in der Kritik erklärt, der Zuhörer solle die Album-Titel nicht allzu ernst nehmen.
Bei den Hiphop.de Awards 2009 erhielten Kollegah und Farid Bang für Jung, brutal, gutaussehend einen Preis in der Kategorie „Beste Kollaboration“.

### Indizierung
Im Juni 2012 wurde Jung, brutal, gutaussehend durch die Bundesprüfstelle für jugendgefährdende Medien indiziert, wodurch der Verkauf an Minderjährige in Deutschland sowie Werbung nicht mehr möglich sind. Als Begründung nannte Petra Meier, stellvertretende Vorsitzende der BpjM, „die in den Liedern geäußerten drastischen Gewaltdarstellungen.“ Die Bundesbehörde habe bei „der Abwägung zwischen Kunstfreiheit […] und Jugendschutz“ die „Jugendschutzbelange als vorrangig eingestuft.“